# Gare de Bormenville
La gare de Bormenville est une ancienne halte ferroviaire belge de la ligne 126, de Statte à Ciney située au hameau de Bormenville sur le territoire de la commune de Havelange, dans la province de Namur en Région wallonne.

## Situation ferroviaire
La gare de Bormenville se trouvait au point kilométrique (PK) 30,60 de la ligne 126, de Statte à Ciney entre les gares de Havelange et Hamois.

## Histoire

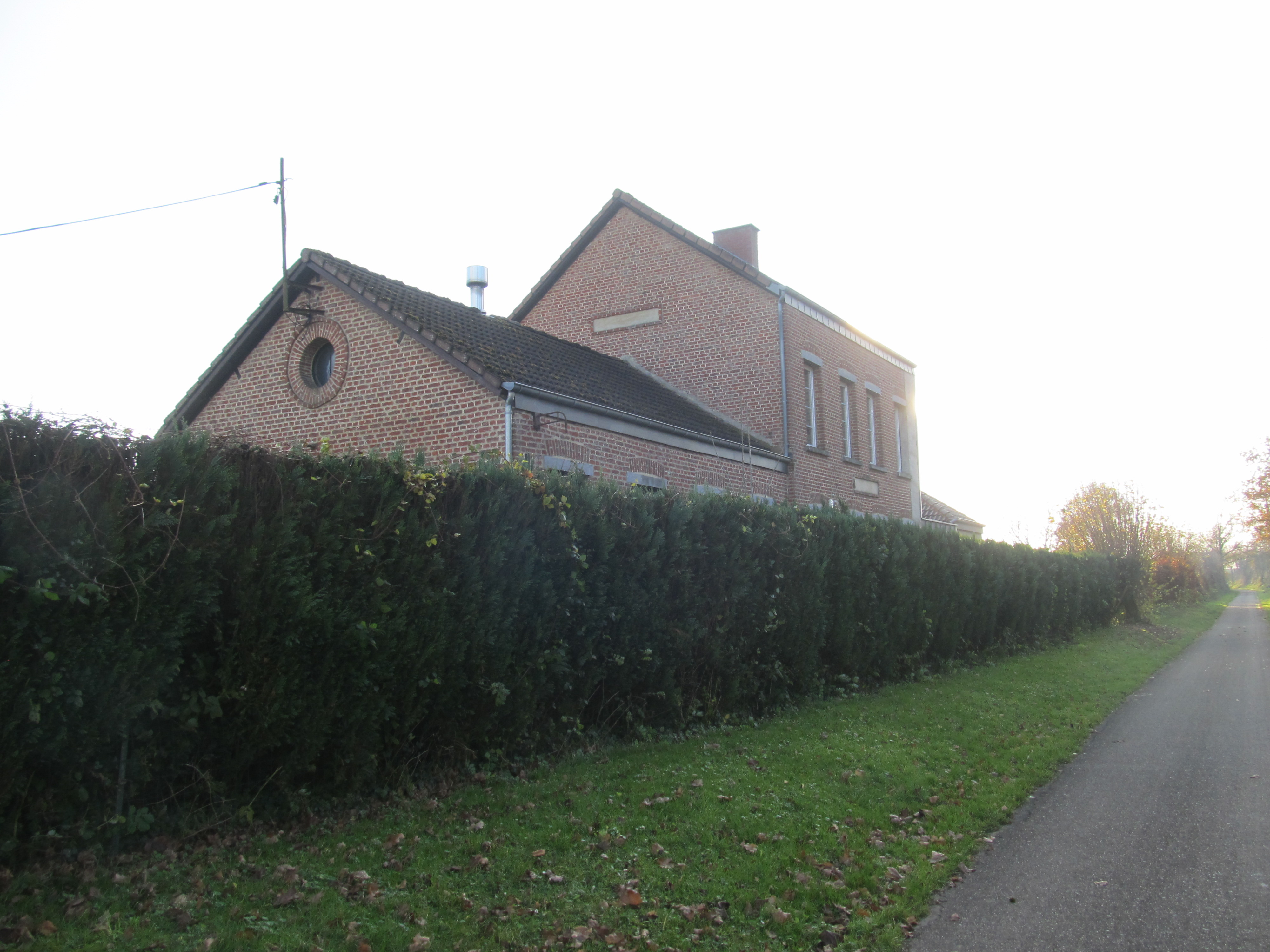
Vue depuis le RAVeL.

La section de Modave à Ciney est mise en service le 1er février 1877 par les Chemins de fer de l'État belge à qui la Compagnie du chemin de fer Hesbaye-Condroz a remis à bail l'exploitation de son réseau. Le seul arrêt sur la commune est alors implanté à Havelange.
En 1892, les Chemins de fer de l'État belge mettent en service, à titre d'essai, un point d'arrêt près de Bormenville. Elle devient en 1895-1896 une halte voyageurs ouverte à tous types de marchandises sauf les tapissières et équipages. Le bâtiment de la gare est construit en 1895.
La SNCB supprime les trains de voyageurs de la ligne 126 le 11 novembre 1962, à partir de 1964, la ligne est fermée entre Marchin et Clavier. Ce qu'il reste du sud de la ligne fermera de 1973 à 1975. Un chemin RAVeL a été réalisé entre Marchin et Ciney.

## Patrimoine ferroviaire
Plus récent que les gares d'origine de la ligne, le bâtiment des recettes de Bormenville appartient au plan type 1893. Celui-ci a une façade dépouillée et possède une courte aile basse de quatre travées accueillant la salle d'attente et le magasin des colis. Fermé, sans doute dès 1962, il a été restauré en habitation.